# Office de presse et d'information du Gouvernement fédéral
L’office de presse et d’information du Gouvernement fédéral (Presse- und Informationsamt der Bundesregierung, ou couramment Bundespresseamt) est une administration allemande chargée de la communication de l’ensemble du Gouvernement fédéral. Il est placé sous la responsabilité du chancelier fédéral, sans toutefois faire partie de la Chancellerie fédérale. Son chef est également porte-parole du gouvernement (Chef des Presse- und Informationsamtes und Sprecher der Bundesregierung) ; il a rang de secrétaire d’État, à moins qu’il ne soit nommé au cabinet en tant que ministre fédéral avec attributions spéciales.
Il travaille à informer les citoyens et les médias sur la politique du cabinet, ainsi qu’à faire circuler l’information au sein même du Gouvernement fédéral.
Il fut créé par Konrad Adenauer le 16 septembre 1949, le lendemain de son élection à la chancellerie.

## Liste des chefs de l’office et porte-paroles du Gouvernement fédéral
| Nom | Dates du mandat | Dates du mandat | Parti | Fonction |
| --- | --------------- | --------------- | ----- | -------- |
| Heinrich Böx | 25/09/1949      | 10/11/1949      | CDU   | StS *    |
| Paul Bourdin | 10/11/1949      | 28/02/1950      |       | StS      |
| Heinz Brand | 28/02/1950      | 15/12/1950      |       | StS      |
| Fritz von Twardowski | 16/12/1950      | 15/02/1952      |       | StS      |
| Felix von Eckardt | 16/12/1952      | 30/04/1955      | CDU   | StS      |
| Edmund Forschbach | 01/05/1955      | 30/06/1956      |       | StS      |
| Felix von Eckardt | 01/07/1956      | 30/06/1962      | CDU   | StS      |
| Karl-Günther von Hase | 01/07/1962      | 14/11/1967      | CDU   | StS      |
| Günter Diehl | 15/11/1967      | 1969            |       | StS      |
| Conrad Ahlers | 1969            | 1972            | SPD   | StS      |
| Rüdiger Freiherr von Wechmar | 1972            | 20/05/1974      | FDP   | StS      |
| Klaus Bölling | 20/05/1974      | 15/12/1980      |       | StS      |
| Kurt Becker | 15/12/1980      | 28/04/1982      |       | StS      |
| Klaus Bölling | 29/04/1982      | 04/10/1982      |       | StS      |
| Diether Stolze | 12/10/1982      | 19/05/1983      |       | StS      |
| Peter Boenisch | 19/05/1983      | 14/05/1985      |       | StS      |
| Friedhelm Ost | 21/05/1985      | 21/04/1989      | CDU   | StS      |
| Hans Klein | 21/04/1989      | 20/12/1990      | CSU   | BfBA **  |
| Dietrich Vogel | 1990            | 28/02/1995      |       | StS      |
| Peter Hausmann | 01/03/1995      | 14/12/1998      | CSU   | StS      |
| Friedrich Bohl | 1998            | 1998            | CDU   | BfBA     |
| Otto Hauser | 1998            | 1998            | CDU   | PStS *** |
| Uwe-Karsten Heye | 1998            | 2002            | SPD   | StS      |
| Béla Anda | 10/2002         | 2005            | SPD   | StS      |
| Ulrich Wilhelm | 2005            | 2010            | CSU   | StS      |
| Steffen Seibert | 2010            | En fonction     |       | StS      |
| * StS : Secrétaire d’État ** BmBA : Ministre fédéral avec attributions spéciales *** PStS : Secrétaire d’État parlementaire auprès du chancelier fédéral |                 |                 |       |          |